# Rosslyn Wemyss, 1. Baron Wester Wemyss

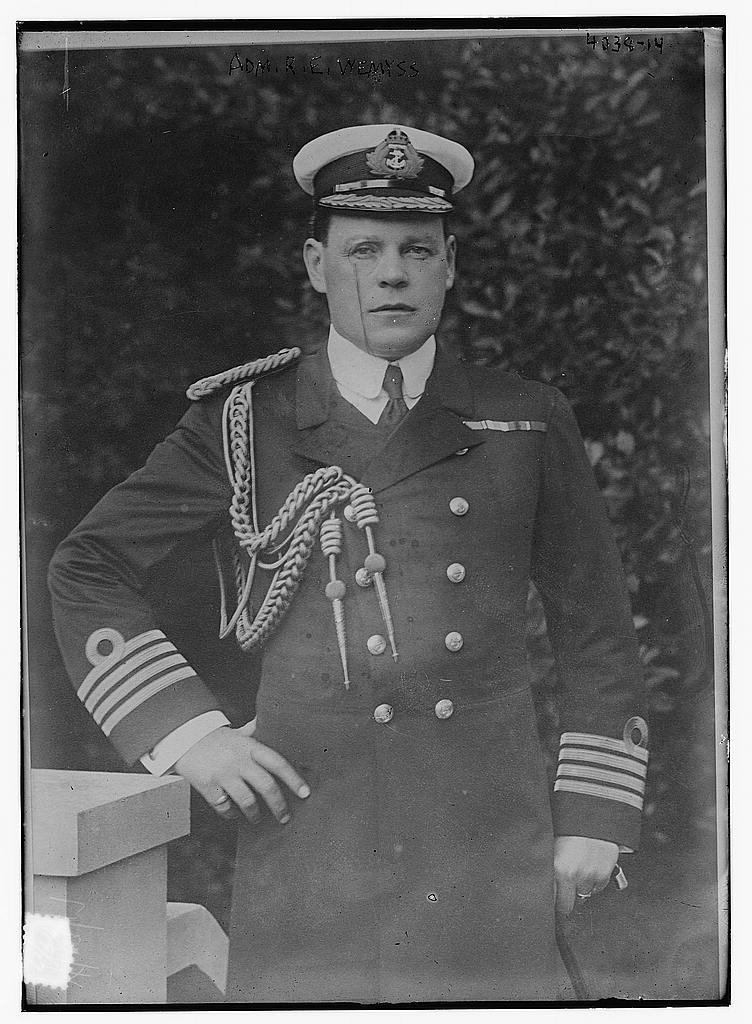
Admiral Rosslyn Wemyss (1916)

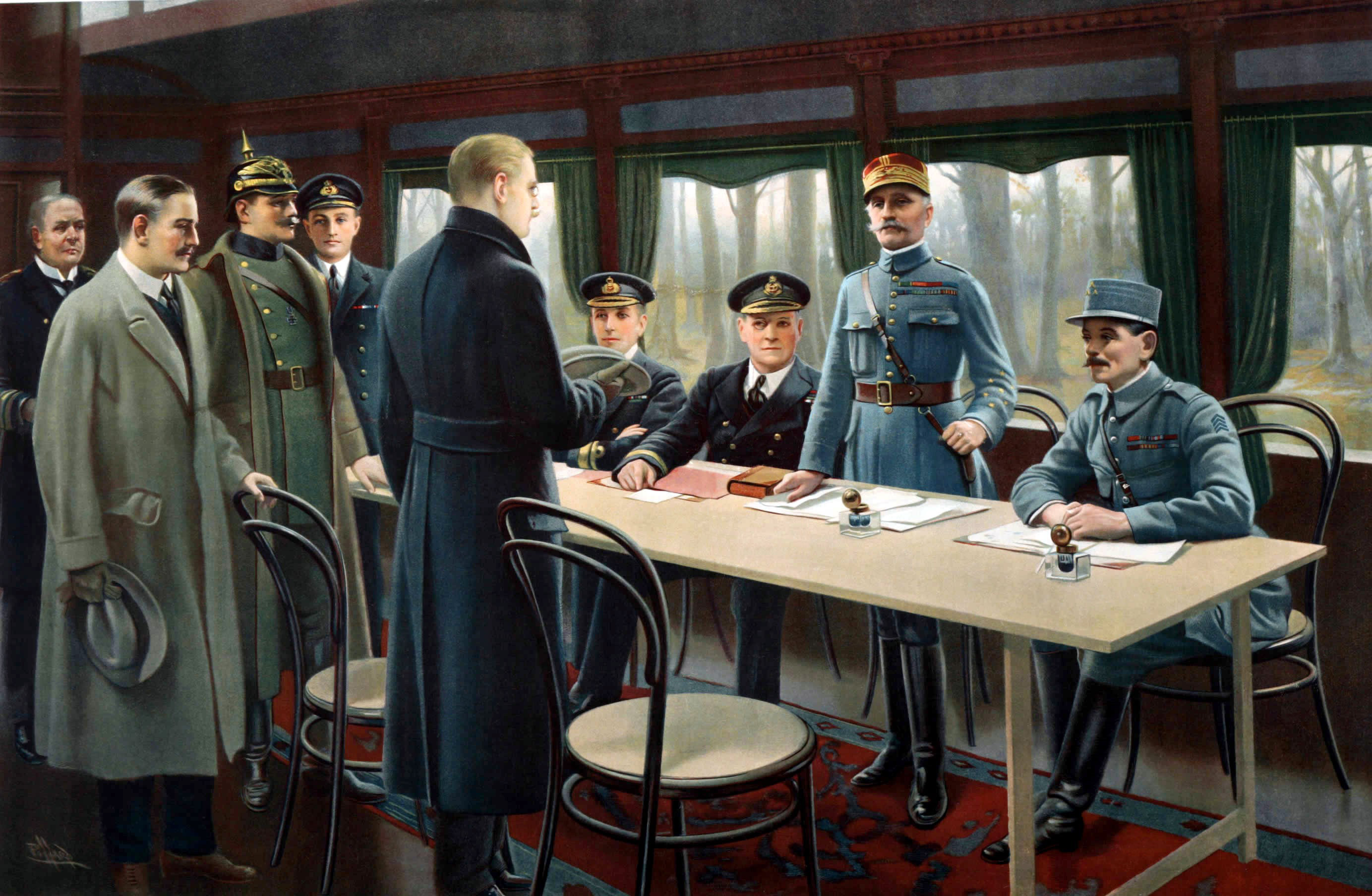
Rosslyn Wemyss (dritter von rechts, sitzend) bei der Verabschiedung nach der Unterzeichnung des Waffenstillstandsabkommens vom 11. November 1918 in einem Eisenbahn-Salonwagen im Wald von Compiègne.

Rosslyn Erskine Wemyss, 1. Baron Wester Wemyss, GCB, CMG, MVO (* 12. April 1864 in London, Vereinigtes Königreich; † 24. Mai 1933 in Cannes, Frankreich) war ein britischer Marineoffizier, zuletzt Flottenadmiral, und von 1917 bis 1919 Erster Seelord.

## Leben
Rosslyn Wemyss war der dritte und jüngste Sohn des britischen Unterhausabgeordneten James Hay Erskine-Wemyss (1829–1864), Gutsherr von Wemyss Castle, und dessen Gattin Millicent Anne Mary Erskine († 1895). Seit 1903 war er mit Victoria Morier (1864–1945) verheiratet. Mit ihr hatte er eine Tochter, Hon. Alice Elizabeth Millicent Erskine-Wemyss (1906–1994).
Er besuchte die Farnborough School in Nottingham und die Universität Cambridge. 1877 trat er in die Royal Navy ein. 1897 stieg er in den Offiziersrang eines Lieutenant, 1898 zum Commander und 1901 zum Captain auf. 1901 wurde er als Member des Royal Victorian Order (MVO) ausgezeichnet. 1903 wurde er Kommandant des Royal Naval College in Osborne und 1905 des Royal Naval College in Dartmouth. Von 1909 bis 1911 war er Commodore der Royal Navy Barracks in Devonport. 1911 wurde er als Companion des Order of St. Michael and St. George (CMG) ausgezeichnet. Von 1912 bis 1913 war er als Rear-Admiral Kommandant der Second Battle Squadron. Im Ersten Weltkrieg nahm er unter anderem an den Landungsunternehmungen in Gallipoli teil. 1916 wurde er zum Vice-Admiral befördert und als Knight Commander des Order of the Bath (KCB) geadelt. Von 1916 bis 1917 war er Oberbefehlshaber der East Indies and Egypt Station. 1917 wurde er zunächst Zweiter Seelord und von 1917 bis 1919 amtierte er als Erster Seelord und war zugleich Chief of Naval Staff. 1918 wurde er zum Knight Grand Cross des Order of the Bath (GCB) erhoben.
Wemyss unterzeichnete das Abkommen zum Waffenstillstand von Compiègne (1918) zur Beendigung des Ersten Weltkrieges. Zusammen mit dem französischen Marschall Ferdinand Foch führte er die Delegation der Entente nach dem Sieg über die Mittelmächte an.
1919 wurde er zum Admiral of the Fleet befördert und am 18. November 1919 wurde er in der Peerage of the United Kingdom als Baron Wester Wemyss, of Wemyss in the County of Fife, zum erblichen Peer erhoben. Er wurde dadurch Mitglied des House of Lords; im Hansard sind zwischen 1920 und 1930 zwölf Parlamentsreden von ihm verzeichnet. Da er keine männlichen Nachkommen hatte, erlosch der Titel mit seinem Tod.

## Werke
- The Navy in the Dardanelles Campaign. Hodder & Stoughton, London 1924.